# 12e arrondissement de Marseille
Pour les articles homonymes, voir 12e arrondissement.
Le 12e arrondissement de Marseille est une des divisions administratives de la ville de Marseille en France. Il fait partie du sixième secteur de Marseille.
Celui-ci fait partie des arrondissements les plus aisés de Marseille avec les 7e, 8e et 9e arrondissements.
Il comprend 7 quartiers et 23 IRIS.

## Quartiers

12e arrondissement de Marseille.

L'arrondissement est partagé en 7 quartiers administratifs : Les Caillols, La Fourragère, Montolivet, Saint-Barnabé, Saint-Jean du Désert, Saint-Julien et Les Trois-Lucs.
Cependant, certains quartiers secondaires gardent leur appellation dans le vocabulaire courant : Beaumont (rattaché à Saint-Julien), Bois-Luzy (rattaché à Saint-Barnabé), Bois-Lemaître et le Petit Bosquet (rattachés à Montolivet).

## Transports en commun
Cet arrondissement est desservi par :
- la ligne 1 du métro de Marseille, stations Louis Armand, Saint-Barnabé et La Fourragère (terminus sud de la ligne) ;
- la ligne 1 du tramway de Marseille, stations la Boiseraie, Air-Bel, la Grognarde, William-Booth, les Caillols (terminus est de la ligne) ;
- les lignes de bus RTM                 ;
- la ligne départementale Cartreize 240.

## Démographie
En 2022, l'arrondissement comptait 64 276 habitants.
| 1968   | 1975   | 1982   | 1990   | 1999   | 2006   | 2011   | 2016   | 2021   |
| ------ | ------ | ------ | ------ | ------ | ------ | ------ | ------ | ------ |
| 57 450 | 59 618 | 57 928 | 55 897 | 56 441 | 57 908 | 59 815 | 60 799 | 63 108 |

| 2022   | - | - | - | - | - | - | - | - |
| ------ | - | - | - | - | - | - | - | - |
| 64 276 | - | - | - | - | - | - | - | - |

### Population des quartiers du12earrondissementdeMarseille
| quartier             | population 1990 | population 1999 | population 2006 |
| -------------------- | --------------- | --------------- | --------------- |
| Les Caillols         | 8 480           | 8 881           | 8 606           |
| La Fourragère        | 7 199           | 7 277           | 7 172           |
| Montolivet           | 11 769          | 11 477          | 12 199          |
| Saint-Barnabé        | 12 158          | 12 187          | 12 507          |
| Saint-Jean du Désert | 3 151           | 2 920           | 2 798           |
| Saint-Julien         | 9 429           | 9 552           | 9 820           |
| Les Trois-Lucs       | 3 669           | 4 110           | 4 806           |
| Total                | 55 855          | 56 404          | 57 908          |

### Éducation et formation par quartiers en 2006
| Quartier             | 15 ans et + non scolarisés | total sans diplômes | % sans diplômes | total au moins BAC+3 | % au moins BAC+3 |
| -------------------- | -------------------------- | ------------------- | --------------- | -------------------- | ---------------- |
| Les Caillols         | 6 328                      | 1 601               | 25,29 %         | 619                  | 9,79 %           |
| La Fourragère        | 5 622                      | 692                 | 12,32 %         | 968                  | 17,22 %          |
| Montolivet           | 9 206                      | 1 302               | 14,14 %         | 1 270                | 13,80 %          |
| Saint-Jean du Désert | 1 934                      | 452                 | 23,38 %         | 281                  | 14,51 %          |
| Saint-Julien         | 7 337                      | 1 038               | 14,14 %         | 1 224                | 16,68 %          |
| Saint-Barnabé        | 9 622                      | 1 845               | 19,17 %         | 1 490                | 15,48 %          |
| Les Trois-Lucs       | 3 415                      | 436                 | 12,78 %         | 608                  | 17,81 %          |
| Arrondissement       | 43 464                     | 7 366               | 16,95 %         | 6 459                | 14,86 %          |
| Total Marseille      | 590 908                    | 149 305             | 25,27 %         | 79 435               | 13,44 %          |

### Taux de chômage par quartiers en 2006
| Quartier             | Population active | Nombre de chômeurs | Taux de chômage |
| -------------------- | ----------------- | ------------------ | --------------- |
| Les Caillols         | 3 636             | 485                | 13,34 %         |
| La Fourragère        | 3 032             | 317                | 10,46 %         |
| Montolivet           | 5 033             | 584                | 11,61 %         |
| Saint-Jean du Désert | 1 338             | 176                | 13,15 %         |
| Saint-Julien         | 4 422             | 419                | 9,46 %          |
| Saint-Barnabé        | 5 275             | 502                | 9,53 %          |
| Les Trois-Lucs       | 2 192             | 208                | 9,49 %          |
| Arrondissement       | 24 927            | 2 691              | 10,80 %         |
| Total Marseille      | 352 855           | 64 330             | 18,23 %         |

### Les bénéficiaires de la couverture maladie universelle complémentaire (CMU-C) par quartiers
La CMU complémentaire (CMU-C) est une complémentaire santé gratuite qui prend en charge ce qui n'est pas couvert par les régimes d'assurance maladie obligatoire, elle est attribuée sous conditions de (faibles) ressources.
Bénéficiaires de la CMU-C par IRIS en 2008
| Quartier             | population couverte 2008 | bénéficiaires CMU-C 2008 | % bénéficiaires 2008 |
| -------------------- | ------------------------ | ------------------------ | -------------------- |
| Les Caillols         | 7 301                    | 739                      | 10,12 %              |
| La Fourragère        | 5 724                    | 305                      | 5,33 %               |
| Montolivet           | 8 470                    | 396                      | 4,68 %               |
| Saint-Jean du Désert | 2 687                    | 295                      | 10,98 %              |
| Saint-Julien         | 7 578                    | 277                      | 3,66 %               |
| Saint-Barnabé        | 8 482                    | 324                      | 3,82 %               |
| Les Trois-Lucs       | 3 936                    | 198                      | 5,03 %               |
| Arrondissement       | 44 178                   | 2 534                    | 5,74 %               |
| Total Marseille      | 718 664                  | 132 156                  | 18,39 %              |

### Les familles par quartiers en 2006
Familles monoparentales et familles de 4 enfants au 1er janvier 2006
| Quartier             | familles | dont monoparentales | % familles monoparentales | familles de 4 enfants et + | % familles 4 enfants et + |
| -------------------- | -------- | ------------------- | ------------------------- | -------------------------- | ------------------------- |
| Les Caillols         | 2 352    | 608                 | 25,86 %                   | 38                         | 1,61 %                    |
| La Fourragère        | 2 168    | 345                 | 15,92 %                   | 14                         | 0,64 %                    |
| Montolivet           | 3 423    | 674                 | 19,70 %                   | 26                         | 0,75 %                    |
| Saint-Jean du Désert | 797      | 154                 | 19,35 %                   | 33                         | 4,08 %                    |
| Saint-Julien         | 2 903    | 422                 | 14,55 %                   | 26                         | 0,90 %                    |
| Saint-Barnabé        | 3 511    | 571                 | 16,27 %                   | 25                         | 0,70 %                    |
| Les Trois-Lucs       | 1 341    | 176                 | 13,10 %                   | 17                         | 1,26 %                    |
| Total arrondissement | 16 495   | 2 951               | 17,89 %                   | 178                        | 1,08 %                    |
| Total Marseille      | 213 538  | 46 568              | 21,81 %                   | 8 414                      | 3,94 %                    |

### Logements par quartier au 8 mars 1999
| Quartier             | % locataires | % immeubles collectifs | % 4 pièces et plus |
| -------------------- | ------------ | ---------------------- | ------------------ |
| Les Caillols         | 54,01 %      | 75,69                  | 51,47 %            |
| La Fourragère        | 34,16 %      | 81,12 %                | 59,39 %            |
| Montolivet           | 28,71 %      | 68,12 %                | 49,36 %            |
| Saint-Jean du Désert | 42,07 %      | 86,47 %                | 54,01 %            |
| Saint-Julien         | 22,08 %      | 51,29 %                | 54,34 %            |
| Saint-Barnabé        | 40,40 %      | 70,13 %                | 46,78 %            |
| Les Trois-Lucs       | 23,70 %      | 34,65 %                | 59,75 %            |
| Arrondissement       | 35,09 %      | 67,22 %                | 52,15 %            |
| Total Marseille      | 51,73 %      | 82,86 %                | 38,21 %            |

### Population des quartiers par tranches d'âge au 8 mars 1999
| Quartier             | % 0-19 ans | % 20-39 ans | % 40-59 ans | % 60-74 ans | % 75 ans et + |
| -------------------- | ---------- | ----------- | ----------- | ----------- | ------------- |
| Les Caillols         | 23,94 %    | 25,91 %     | 28,05 %     | 13,43 %     | 8,67 %        |
| La Fourragère        | 22,22 %    | 24,42 %     | 28,23 %     | 17,07 %     | 8,07 %        |
| Montolivet           | 20,01 %    | 22,73 %     | 25,91 %     | 16,92 %     | 14,43 %       |
| Saint-Jean du Désert | 27,57 %    | 31,13 %     | 29,11 %     | 9,14 %      | 3,05 %        |
| Saint-Julien         | 21,56 %    | 24,46 %     | 27,78 %     | 16,51 %     | 9,69 %        |
| Saint-Barnabé        | 19,33 %    | 22,70 %     | 25,63 %     | 17,58 %     | 14,75 %       |
| Les Trois-Lucs       | 24,57 %    | 23,50 %     | 29,51 %     | 13,99 %     | 8,42 %        |
| Arrondissement       | 21,75 %    | 24,23 %     | 27,23 %     | 15,85 %     | 10,94 %       |
| Total Marseille      | 23,16 %    | 28,67 %     | 24,84 %     | 14,18 %     | 9,16 %        |

### Revenus de la population et fiscalité
En 2010, le revenu fiscal médian par ménage était de 31 692 €, ce qui plaçait le 12e arrondissement au 2e rang parmi les 16 arrondissements de Marseille.

## Résultats électoraux
| Scrutin             | Scrutin             | 1er tour | 1er tour | 1er tour | 1er tour | 1er tour | 1er tour | 1er tour | 1er tour | 1er tour | 1er tour | 1er tour | 1er tour | 2d tour | 2d tour | 2d tour | 2d tour | 2d tour | 2d tour |
| Scrutin             | Scrutin             | 1er      | 1er      | %        | 2e       | 2e       | %        | 3e       | 3e       | %        | 4e       | 4e       | %        | 1er     | 1er     | %       | 2e      | 2e      | %       |
| ------------------- | ------------------- | -------- | -------- | -------- | -------- | -------- | -------- | -------- | -------- | -------- | -------- | -------- | -------- | ------- | ------- | ------- | ------- | ------- | ------- |
| Présidentielle 2017 | Présidentielle 2017 |          | FN       | 26,23    |          | LR       | 26,16    |          | EM       | 20,25    |          | LFI      | 16,72    |         | EM      | 58,75   |         | FN      | 41,25   |
| Présidentielle 2022 | Présidentielle 2022 |          | LREM     | 25,87    |          | RN       | 25,16    |          | LFI      | 17,44    |          | REC      | 14,87    |         | LREM    | 52,97   |         | RN      | 47,03   |
| Législatives 2022   | 1er                 |          | LREM-Ens | 28,37    |          | RN       | 23,99    |          | PS-Nupes | 23,24    |          | REC      | 9,25     |         | LREM    | 54,95   |         | RN      | 45,05   |
| Législatives 2024   | 1er                 |          | RN       | 43,41    |          | Ren-Ens  | 27,30    |          | DVG-NFP  | 25,09    |          | REC      | 1,87     |         | RN      | 55,26   |         | DVG     | 44,74   |

## Sécurité
Cet arrondissement de Marseille est classée depuis 2013 en zone de sécurité prioritaire (2e vague), avec renforcement des effectifs de la police nationale. En effet, l'arrondissement « souffre plus
que d’autres d’une insécurité quotidienne et d’une délinquance enracinée » et « connaît depuis quelques années une dégradation importante de ses conditions de sécurité », ce qui a été identifié comme tel par le Ministère de l'Intérieur du Gouvernement Jean-Marc Ayrault, permettant ainsi à ce territoire de bénéficier de policiers supplémentaires.